# Marguérite Wildenhain-Friedländer
Marguérite Wildenhain-Friedländer (Lyon, 11 oktober 1896 - Pond Farm 24 februari 1985), geboren als Marguérite Friedländer, was een Frans-Amerikaans keramisch kunstenaar, pedagoog en schrijver.

## Achtergrond
Haar ouders, een Duitse vader en een Engelse moeder waren zijdehandelaren. Toen zij nog jong was, ging zij met haar familie naar Duitsland, waar ze de middelbare school bezocht. In 1914 studeerde zij beeldhouwkunst aan de Hochschule für Angewandte Kunst in Berlijn, en vervolgens werkte zij als decorateur van porselein en aardewerk in een fabriek in Rudolstadt. Kort na de Eerste Wereldoorlog, toen zij een weekend in Weimar was, zag ze de aankondiging door architect Walter Gropius over de oprichting van de Bauhaus-school in 1919.

## Bauhaus en later
Friedländer studeerde ongeveer vijf jaar aan het Bauhaus in Weimar, in die tijd werkte zij nauw samen met de beeldhouwer Gerhard Marcks (haar Formmeister) en pottenbakker Max Krehan (haar Lehrmeister). In 1926 verliet zij de school met het diploma meesterpottenbakker en verhuisde naar Halle, waar ze werd benoemd tot hoofd van het keramiek-atelier op de Burg Giebichenstein. In die periode trouwde ze met de jongere keramisch kunstenaar Frans Wildenhain (1905-80), die tevens haar klasgenoot was geweest aan het Bauhaus te Weimar.

## Duitse emigranten in Nederland
Toen de nationaalsocialisten in 1933 aan de macht kwamen ontvluchtte het echtpaar Duitsland vanwege haar joodse achtergrond. Ze vestigden zich in het Nederlandse Putten alwaar ze een aardewerkwinkel genaamd Het Kruikje (Little Jug) dreven, en waar ze tot 1940 bleven wonen. Kort voor het binnenvallen van het Duitse leger wilde het paar Nederland in 1940 verlaten om naar de Verenigde Staten te emigreren, maar Wildenhain moest als Duitse onderdaan in dienst en kreeg geen toestemming om te vertrekken. Marguérite emigreerde alleen.

## Emigrant in Amerika
Vanuit New York reisde zij langzaam van oost naar west in de Verenigde Staten, op zoek naar kansen. Kort na haar aankomst had ze kortstondige betrekkingen aan de Oakland School of Arts and Crafts, de Appalachian Institute of Arts and Crafts, en aan het Black Mountain College. Begin jaren veertig vestigde zij zich permanent in Pond Farm, een kunstenaarskolonie gesticht door architect Gordon Herr en zijn vrouw Jane, ongeveer vijfenzeventig mijl ten noorden van San Francisco, Noord-Californië. Na het verkrijgen van de Amerikaanse nationaliteit in 1945 vond Marguérite eindelijk de middelen om Frans te laten overkomen.

## Pond Farm
Tegen het eind van de jaren veertig werden de Wildenhain-Friedländers samen met twee collega's - de textielkunstenares Trude Guermonprez-Jalowetz en metaalkunstenaar Victor Ries - docent aan de eerste zomerschool op Pond Farm. Gaandeweg werd duidelijk dat de vier kunstenaars onverenigbare karakters hadden, en tevens dat het huwelijk van Marguérite en Frans geen stand zou houden; de kunstenaarskolonie werd abrupt beëindigd. Kort daarna, in 1950, kreeg Frans een aanstelling bij het Rochester Institute of Technology in New York terwijl Marguérite op Pond Farm bleef wonen en werken.
In de jaren die volgden, bleef Marguérite lesgeven aan haar eigen school met twintig of meer studenten per jaar. Ze gaf ook lezingen op scholen door de hele Verenigde Staten en ondernam solo-expedities naar Zuid- en Midden-Amerika, Europa en het Midden-Oosten. Na haar dood op 88-jarige leeftijd zijn de terreinen en gebouwen op Pond Farm bewaard gebleven; ze zijn nu officieel een deel van het California State Parks Systeem. Zij schreef daar drie invloedrijke boeken Pottery: Form and Expression (1959), The Invisible Core: A Potter's Life and Thoughts (1973), en …that We Look and See: An Admirer Looks at the Indians (1979).